# Roppolo
Roppolo ist eine Gemeinde mit 825 Einwohnern (Stand 31. Dezember 2023) in der italienischen Provinz Biella (BI), Region Piemont.
Die Gemeinde besteht aus den Ortsteilen Comuna, Morzano, Roppolo Castello, Salomone und Roppolo. Die Nachbargemeinden sind Alice Castello, Cavaglià, Cerrione, Dorzano, Salussola, Viverone und Zimone.

## Geographie
Der Ort liegt auf einer Höhe von 307 m über dem Meeresspiegel.
Das Gemeindegebiet umfasst eine Fläche von 8,7 km².